# Graciliscincus shonae
Genre
Espèce
Statut de conservation UICN

 VU B1ab(i,ii,iii)+2ab(i,ii,iii) : Vulnérable
Graciliscincus shonae, unique représentant du genre Graciliscincus, est une espèce de sauriens de la famille des Scincidae.

## Répartition
Cette espèce est endémique de la province Sud en Nouvelle-Calédonie.

## Étymologie
Le nom du genre Graciliscincus vient du latin gracilis, mince, svelte, et du latin scincus, le scinque, en référence à l'aspect de ce saurien. Le nom spécifique shonae fait référence à l'épouse du descripteur : Shona Sadlier.

## Publication originale
- Sadlier, 1987 : A review of the scincid lizards of New Caledonia. Records of the Australian Museum, vol. 39, no 1, p. 1-66 (texte intégral).